# (22260) Ur
(22260) Ur (1979 UR) – planetoida z pasa głównego asteroid okrążająca Słońce w ciągu 4,3 lat w średniej odległości 2,64 j.a. Odkryta 19 października 1979 roku.